# Campeonato Sul-Americano de Campeões de 1948
O Campeonato Sul-Americano de Campeões foi uma competição internacional de futebol realizada em Santiago, no Chile, em 1948. Promovida pelo então campeão chileno Colo-Colo, que havia acabado de tornar-se recordista de títulos do Campeonato Chileno, e com apoio de facto da CONMEBOL, na pessoa de seu presidente Luis Valenzuela, a competição foi vencida pelo Club de Regatas Vasco da Gama (a primeira conquista oficial obtida por um time de futebol brasileiro, clube ou seleção, em território estrangeiro). Também foi a primeira vez que algum time do futebol mundial sagrou-se campeão continental.
Os jornais da época atestam que a competição foi disputada com o objetivo de indicar o campeão sul-americano de clubes, e que foi valorizada à sua época como o legítimo título de campeão sul-americano de clubes, não só no Chile, mas também em outros países sul-americanos como Brasil,
 Argentina, Uruguai (o Globo Sportivo de 26/03/1948 destaca a popularidade do Vasco em Buenos Aires e Montevidéu em função do título) e Colômbia, importância que seria ocupada pela Copa Libertadores da América a partir de 1960. Na Espanha, o título vascaíno na competição foi visto como prenúncio da força da Seleção Brasileira na Copa do Mundo. O Jornal dos Sports de 17/03/1948 qualificou como "apoteótico" o retorno da delegação vascaína ao Brasil, que, ao desembarcar, foi acompanhada por "incalculável multidão" ao longo de todo o seu percurso.
O torneio deu início ao modelo "torneio de campeões", e seu modelo e impacto (indicar o campeão do continente) contribuíram à criação da Liga dos Campeões da UEFA em 1955 e por conseguinte da Copa Libertadores da América em 1960 (esta, criada como versão sul-americana da Liga dos Campeões da UEFA). As referidas competições continentais foram criadas com o objetivo de indicar o campeão do seu continente, e foram originalmente criadas seguindo o modelo do torneio de 1948, ou seja, contando com o clube campeão (1 clube por país) da liga mais importante de cada país. Por exemplo, o nome original da Copa Libertadores da América de 1960-1965 (Copa dos Campeões da América) é bastante semelhante ao nome do torneio de 1948, Campeonato Sul-Americano de Campeões.   
Os troféus do Campeonato Sul-Americano de Campeões de 1948 foram entregues à delegação vascaína pelos Presidentes Juan Domingo Perón da Argentina e Gabriel González Videla do Chile.
O torneio de 1948 foi organizado com apoio direto do então presidente da CONMEBOL, o chileno Luis Valenzuela, e não foi organizado diretamente pela CONMEBOL apenas e tão somente porque, até maio de 1955, a posição de instituições como FIFA, CONMEBOL e UEFA era de que competições internacionais de clubes fossem organizadas pelos próprios clubes, cabendo à FIFA e às confederações continentais cuidarem apenas de competições para seleções nacionais; somente a partir de maio/1955 a FIFA decidiu que, daquele momento em diante, competições internacionais oficiais de clubes seriam as organizadas pelas entidades confederativas de cada continente.
O torneio sul-americano de 1948 foi, em 1996, reconhecido pelo Comitê Executivo da CONMEBOL como precursor da Copa Libertadores da América, sendo este o órgão da CONMEBOL com competência estatutária para o reconhecimento de competições. Em função disso, o Vasco da Gama participou da Supercopa Libertadores de 1997, competição oficial da CONMEBOL que dava direito de participação apenas aos campeões da Copa Libertadores, e que não dava direito de participação aos campeões de outras competições sul-americanas oficiais da CONMEBOL, como a Copa Conmebol, de modo que a Conmebol reconheceu o Sul-Americano de 1948 não como uma competição "qualquer" mas sim como título sul-americano equiparado à Copa Libertadores. Influentes membros da imprensa esportiva brasileira, como Mauro Beting, Juca Kfouri e Revista Placar, assim como nota no site da CONMEBOL, consideram o Vasco da Gama bicampeão sul-americano em função das conquistas do Campeonato Sul-Americano de Campeões de 1948 e da Copa Libertadores da América de 1998, ou seja qualificando o Sul-Americano de 1948 juntamente à Copa Libertadores, com importância superior à de outras competições sul-americanas da Conmebol, como a já citada Copa Conmebol, a Copa Mercosul (também vencida pelo Vasco da Gama), a Copa Sul-Americana, etc.

## Visão geral

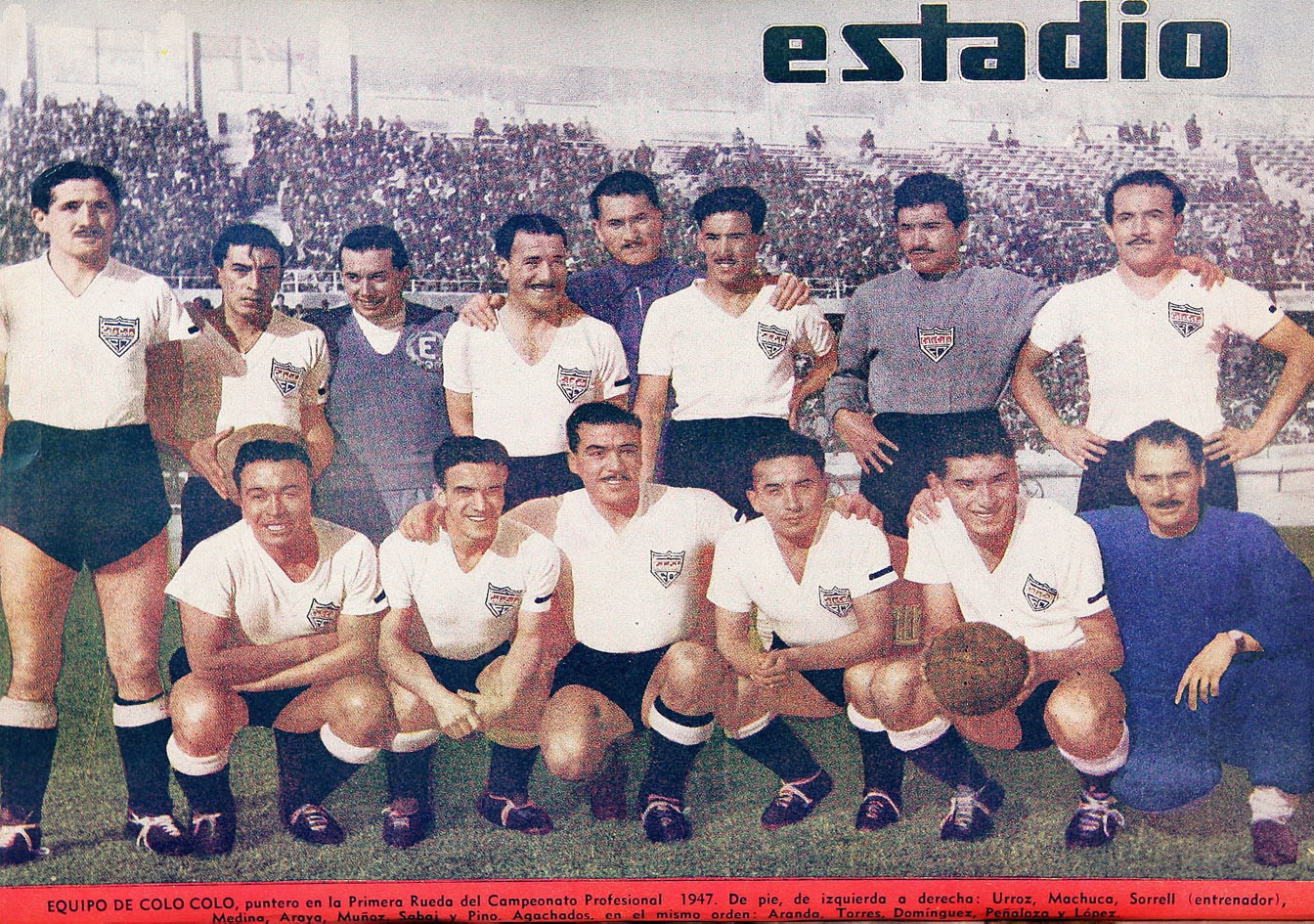
Equipe do Colo Colo campeã chilena em 1947, seu 5º título, tornando-se então o clube mais vitorioso do futebol do país, posição de liderança jamais perdida até hoje. No início do ano seguinte, o clube foi anfitrião e participante do Sul-Americano de Campeões.

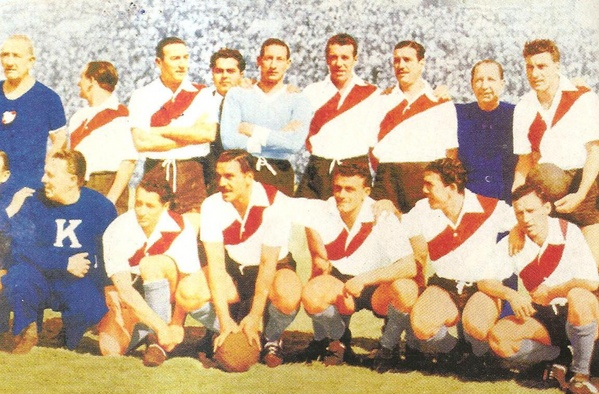
La Máquina, como era conhecido o River Plate campeão argentino em 1947 e favorito ao título no Sul-Americano de 1948, tendo jogadores com passagem pela Seleção Argentina tricampeã sul-americana em 1945, 1946 e 1947. La Máquina, da esquerda para a direita: Yácono, Vaghi, Grisetti, Ferreyra, Ramos e Rossi. Agachados, da esquerda para a direita: Reyes, Moreno, Di Stéfano, Labruna e Losteau.

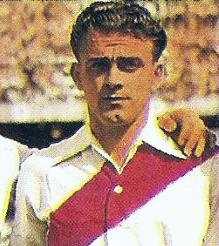
Alfredo Di Stéfano, que seria eleito pelo júri da FIFA o segundo melhor jogador do Século XX, disputou o Sul-Americano de 1948 pelo River Plate.

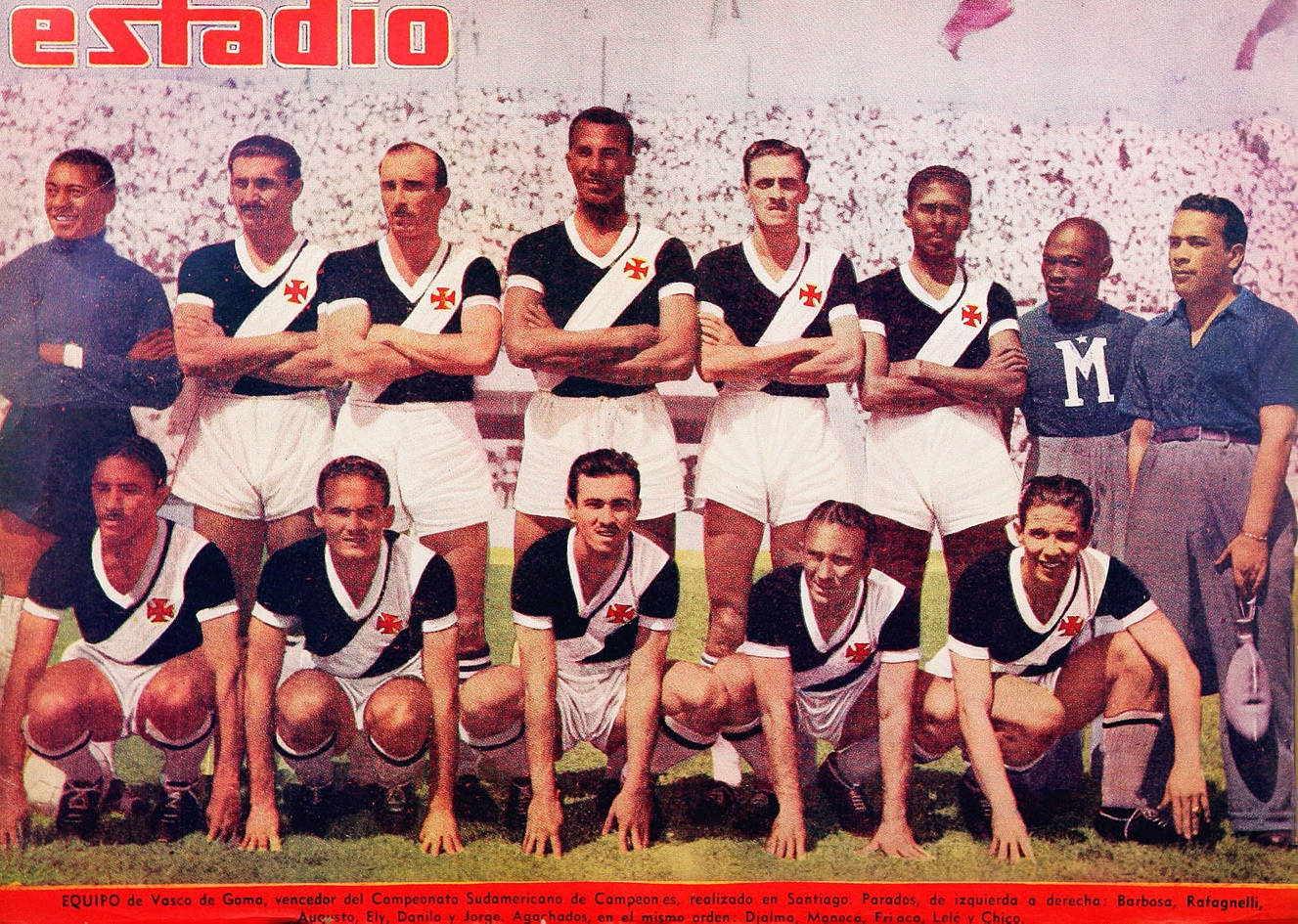
Time do Vasco da Gama na competição.

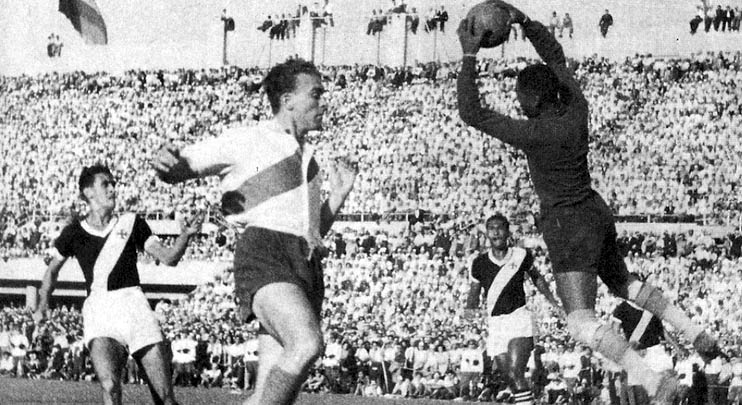
Partida entre Vasco da Gama e River Plate:Barbosa e Di Stéfano.

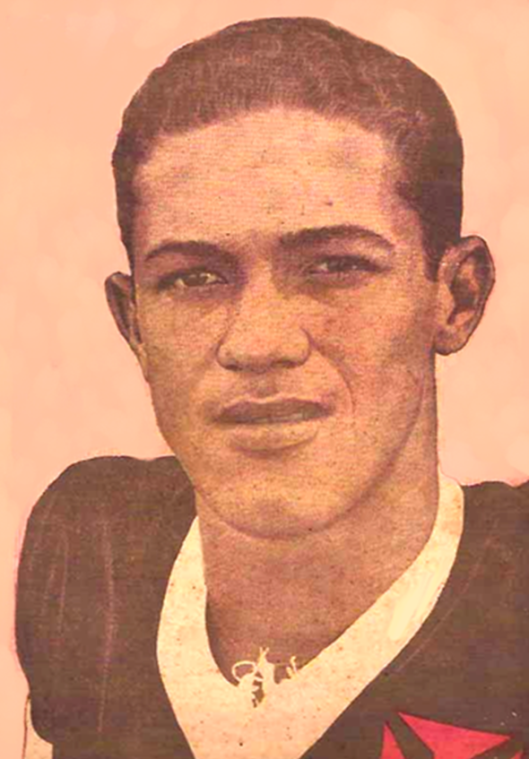
Ademir de Menezes, artilheiro da Copa do Mundo de 1950 e maior artilheiro brasileiro em uma única Copa do Mundo, foi o grande nome da equipe vascaína campeã do Sul-Americano de 1948, que incluía outros jogadores de Seleção Brasileira, como Barbosa, Friaça, Ely, Chico, Danilo, Maneca, Wilson e Augusto.

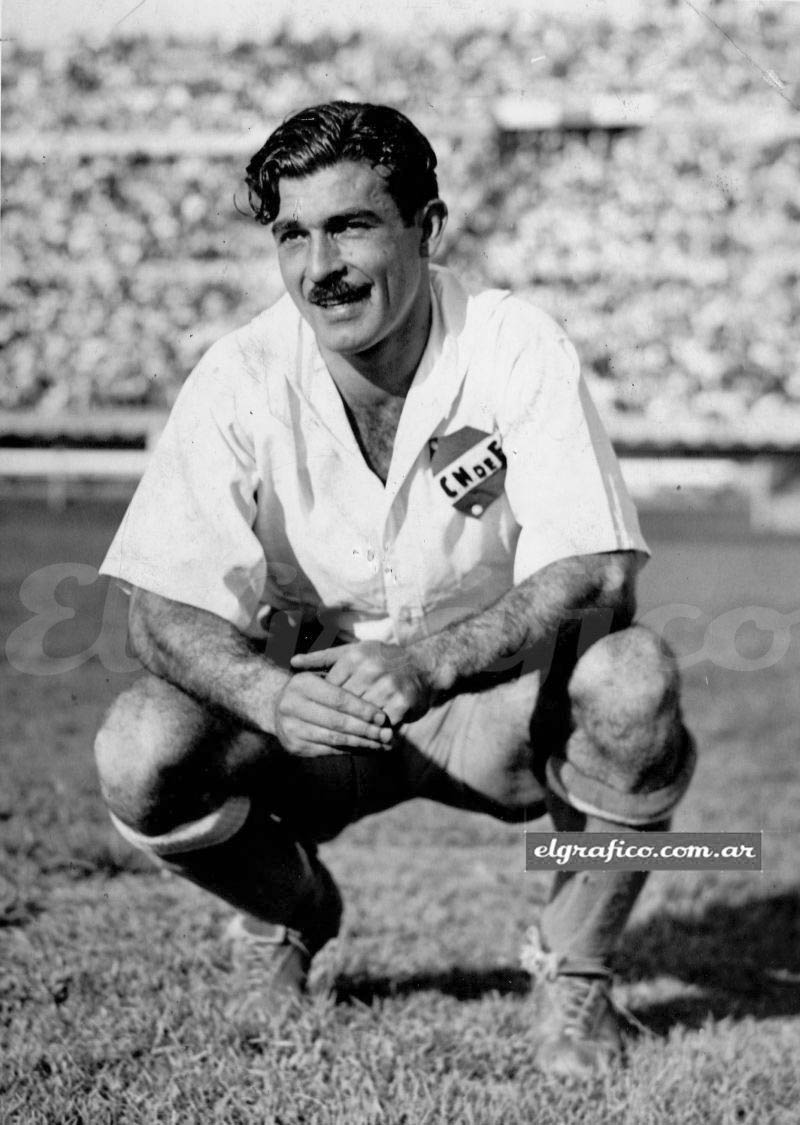
O campeão uruguaio Nacional que disputou o Sul-Americano de 1948 contava com Atilio García (foto), maior artilheiro da história do clube e do Clássico Uruguaio, e também com jogadores da Seleção Uruguaia campeã da Copa do Mundo de 1950, como Paz, Tejera,Gambetta e Pini.

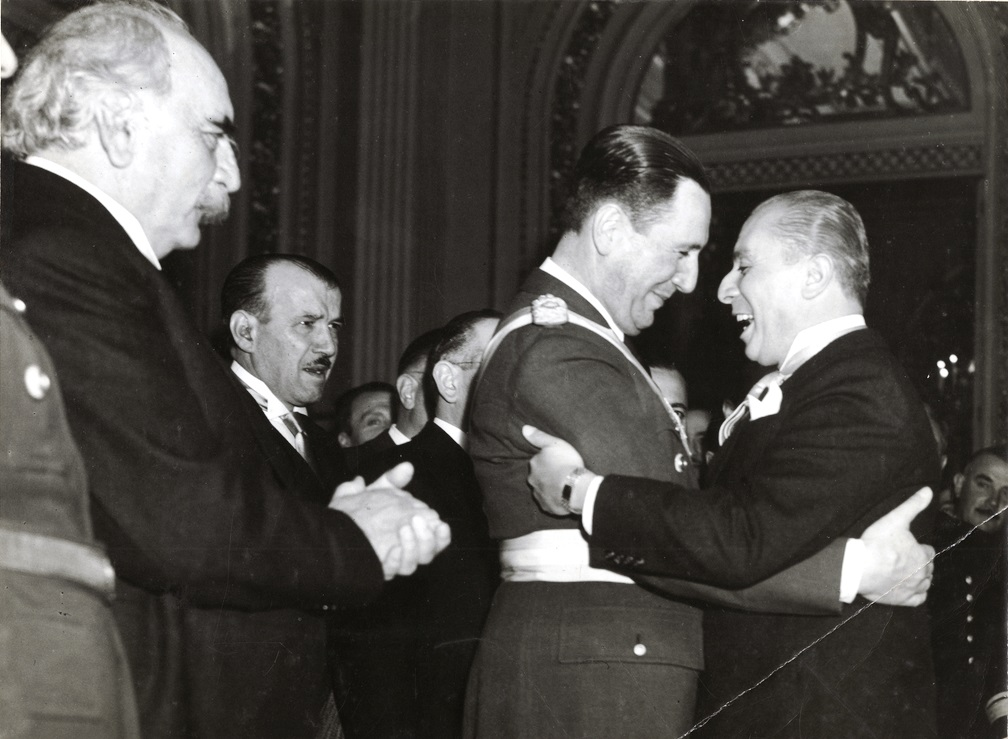
Presidentes Perón da Argentina e Videla do Chile, que entregaram os troféus à delegação vascaína.

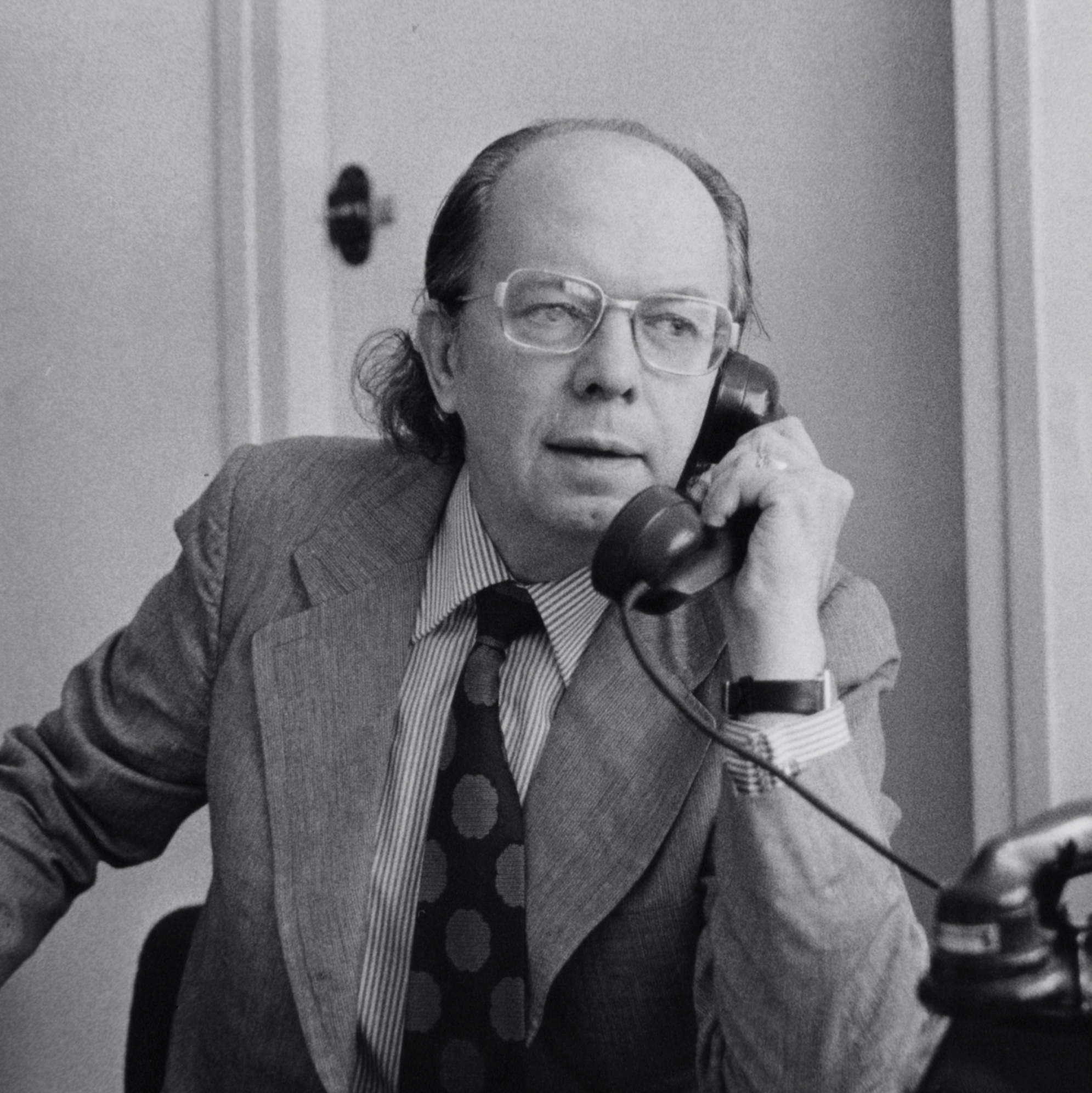
Jacques Ferran, jornalista francês reconhecido pela UEFA como um dos criadores da Copa dos Campeões da Europa, afirmou que o Sul-Americano de 1948 foi a inspiração para a criação do título continental europeu em 1955, que por sua vez seria a inspiração para a criação da Copa Libertadores da América.

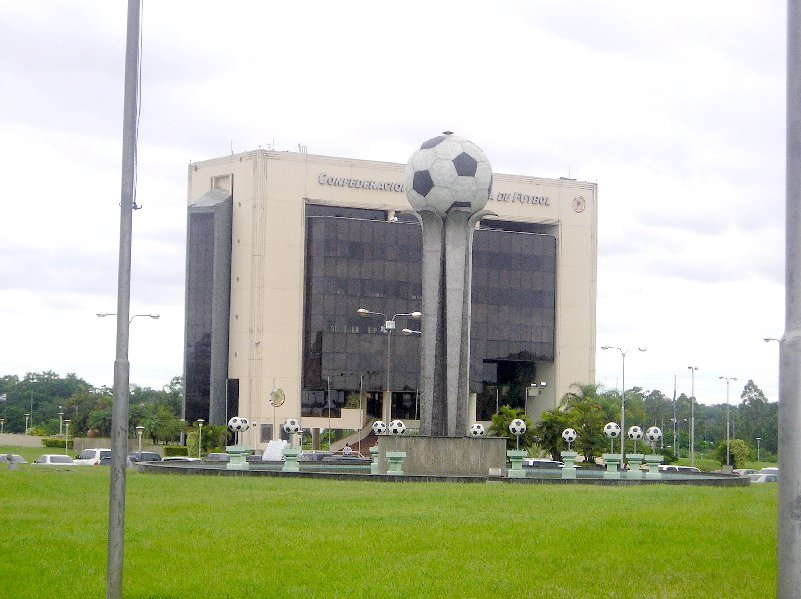
Em 1996, o Comitê Executivo da CONMEBOL (foto) aprovou o pedido vascaíno de que, com base no seu título sul-americano de 1948, o clube disputasse a Supercopa, competição oficial da CONMEBOL que incluía somente os clubes campeões da Copa Libertadores, sem incluir os clubes campeões de outras competições da Conmebol, como a Copa Conmebol.

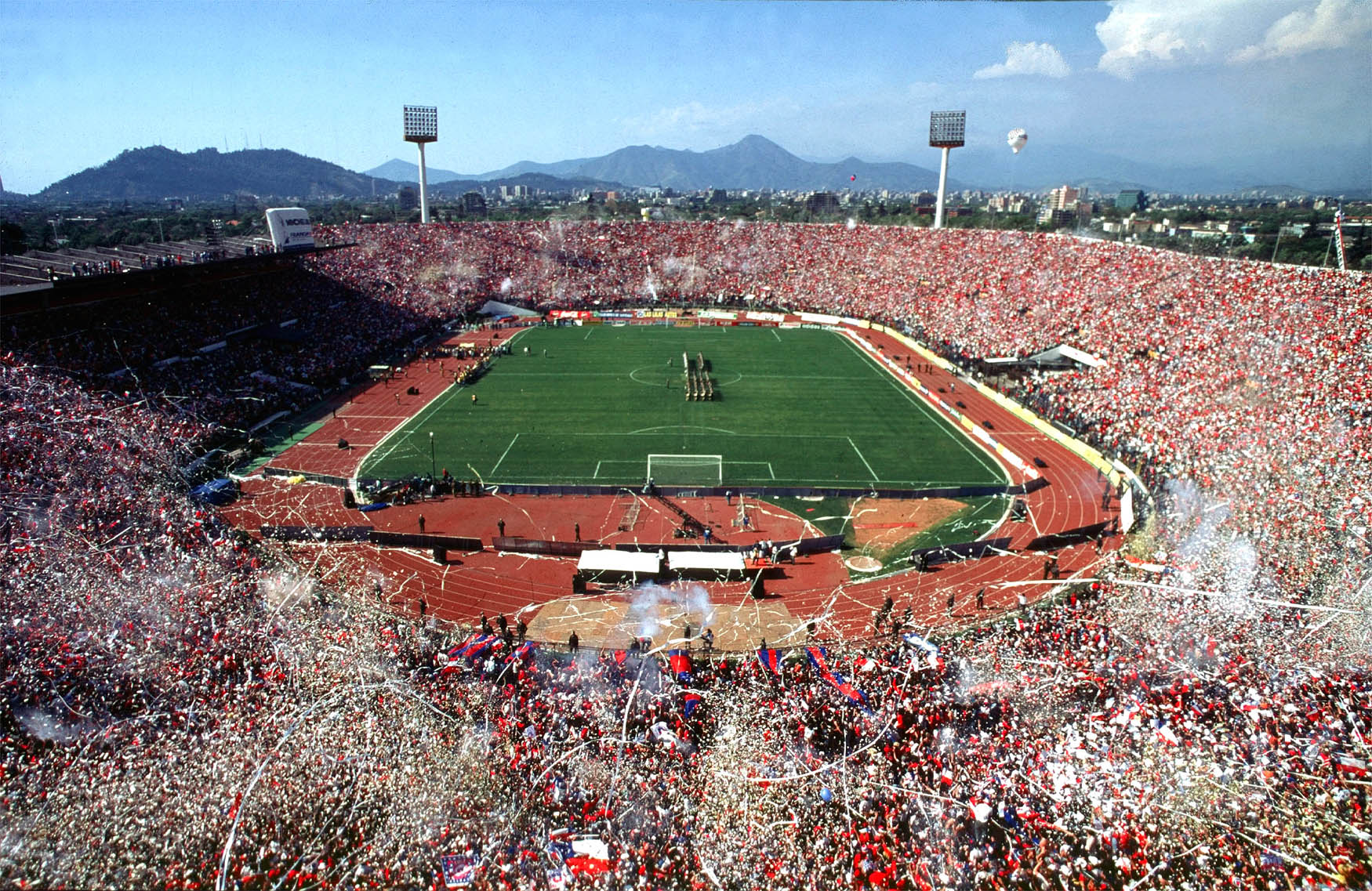
Estádio Nacional de Chile, palco de todos os jogos do campeonato.

A competição foi disputada com o objetivo de indicar o campeão sul-americano de clubes, conforme indicado pelo nome da mesma e pelo critério que embasou os convites aos clubes participantes (convidar os clubes campeões vigentes da competição mais importante de cada país sul-americano), e foi valorizada à sua época como o legítimo título de campeão sul-americano de clubes, não só no país-anfitrião Chile,  mas também em outros países sul-americanos, como os principais países do futebol sul-americano, Brasil, Argentina e Uruguai, conforme os jornais da época do Brasil  e da Argentina (no caso do Uruguai, o Globo Sportivo de 26/03/1948 destaca a popularidade do Vasco em Buenos Aires e Montevidéu em função do título).
O Sul-Americano de Campeões de 1948, se por um lado não incluiu participantes de todas as nações sul-americanas filiadas à Conmebol e que mais tarde disputariam a Copa Libertadores, por outro lado incluiu participantes de todas as nações que eram consideradas à época, e até hoje são consideradas, a "nata" do futebol sul-americano, ou seja, Brasil, Argentina e Uruguai, vencedores de todas as edições da Copa América que haviam sido até então disputadas, exceto 1 edição, vencida pelo Peru (país que também teve clube representante no Sul-Americano de 1948); e se por um lado os clubes representantes de Brasil, Bolívia e Equador (Vasco da Gama, Bolívar e Emelec) eram campeões não de ligas nacionais mas de ligas regionais, não havia à época nenhuma dúvida de que as ligas cujos campeões disputaram a competição eram então a liga mais importante de cada país participante. Assim, o Sul-Americano de 1948 não sofreu em sua época nenhuma crítica à sua representatividade esportiva, havendo sido saudado por toda a imprensa como o título de campeão sul-americano de clubes, conforme comprovado nos jornais da época, cujo link está acima. 
Não por acaso, quando a Copa Libertadores foi criada com o objetivo de indicar o campeão sul-americano de clubes, adotou de 1960 a 1965 o nome de Copa dos Campeões da América (semelhante ao nome da competição de 1948), passando a se chamar Copa Libertadores a partir de 1966, e tendo sido criada adotando o mesmo critério do torneio de 1948: incluir o clube campeão vigente da competição então a mais importante de cada país sul-americano (apenas a partir de 1966 a Copa Libertadores passaria a incluir mais de um clube por cada país).

## Reconhecimentos

### Precursor da Copa Libertadores pela CONMEBOL
Após vencer o Campeonato Sul-Americano de Campeões, o Vasco da Gama sempre se considerou o primeiro campeão sul-americano de clubes. Por exemplo, o Jornal do Brasil de 14 de março de 1990 (seis anos antes do reconhecimento que a Conmebol daria ao título, em 1996) cobre a estreia do Vasco na Copa Libertadores daquele ano, e traz a matéria "Vasco quer repetir título de 1948". Porém, o clube não havia solicitado reconhecimento da Conmebol ao título antes de 1996. A competição de 1948 não foi organizada diretamente pela CONMEBOL (até maio de 1955, a posição de instituições como FIFA, CONMEBOL e UEFA era que competições internacionais de clubes deveriam ser organizadas pelos próprios clubes, e apenas em maio de 1955 a FIFA decidiu que, daquele momento em diante, competições internacionais oficiais de clubes seriam aquelas organizadas por confederações como UEFA e CONMEBOL), porém a competição de 1948 foi apoiada pelo então presidente da CONMEBOL, o chileno Luiz Valenzuela, conforme confirmado pela própria CONMEBOL. Por exemplo, foi Luiz Valenzuela que intermediou as negociações para a permanência do Vasco no torneio após o adiamento do jogo contra o River Plate, que a princípio seria dia 03 de março e acabou sendo remarcado para o dia 14. O presidente da CONMEBOL interveio junto à CBD e conseguiu a autorização para que a equipe vascaína continuasse em Santiago.
No início dos anos 1990, a Conmebol lançou um livro, 30 Anõs de Pasión Y Fiesta, que contava a história da Copa Libertadores e que afirmava que a competição de 1948 havia sido a antecedente da mesma.  Sobre o Campeonato Sul-Americano de 1948, o livro dizia: "En 1948, con Don Luis Valenzuela como presidente de la Confederación, se jugó el antecedente más concreto y orgánico: la Copa de Campeones. Fue en Santiago de Chile, durante febrero y marzo de ese año, con los vencedores de la temporada anterior en cada país. La ganó Vasco da Gama de Río (Brasil) y participaron también River Plate (Buenos Aires, Argentina), Nacional (Montevideo, Uruguay), Colo Colo (Santiago, Chile), Emelec (Guayaquil, Ecuador), Litoral (La Paz, Bolivia) y Deportivo Municipal (Lima, Perú)".
Em 1996, com base neste livro, o Vasco da Gama solicitou à Conmebol que o reconhecesse oficialmente como o primeiro clube campeão sul-americano, permitindo-lhe participar da Supercopa Libertadores, competição oficial da Conmebol da qual participavam apenas e tão somente os campeões da Copa Libertadores. O pedido vascaíno foi aceito pelo Comitê Executivo da Conmebol em sua reunião de 29/04/1996 e o Vasco da Gama participou da Supercopa Libertadores em 1997. O reconhecimento da CONMEBOL ao torneio foi publicado no site que a entidade usava na época e também em um informe de imprensa sobre as decisões desta reunião do Comitê Executivo da entidade, que é o órgão da Conmebol com competência estatutária para o reconhecimento de competições sul-americanas: "El tradicional club Vasco Da Gama, de Río de Janeiro, por conducto de la Confederación Brasileña de Fútbol, solicitó participar anualmente en la Supercopa "Joâo Havelange". El pedido se basó en que esta entidad se había adjudicado, en 1948, el primer torneo sudamericano de clubes campeones, celebrado en Santiago, Chile. El Comité Ejecutivo, tras analizar la petición, resolvió aceptarla en reconocimiento al logro deportivo y a su verdad histórica. En consecuencia, Vasco Da Gama intervendrá en la Supercopa desde 1997, con lo que ya sumarán 18 equipos."
Em 1996, a Conmebol reconheceu o torneio de 1948 não como uma conquista sul-americana "qualquer", mas sim atribuindo-lhe a relevância da Copa Libertadores; isto fica claro, pois Botafogo, Atlético Mineiro, Rosário Central e Lanús, clubes que até 1997 (último ano da Supercopa) não venceram a Copa Libertadores mas que venceram a Copa Conmebol (a outra competição sul-americana de clubes da Conmebol anterior à 1997), não tiveram jamais o direito de participar da Supercopa Sul-Americana; esse direito foi dado somente aos campeões da Copa Libertadores e ao Vasco da Gama em função do título de 1948. Ademais, os campeões de outras competições da Conmebol (como Copa Sul-Americana, Copa Mercosul, Copa Conmebol, etc.) não são chamados de campeões sul-americanos, forma como são chamados apenas os campeões da Copa Libertadores e como o Vasco da Gama foi chamado em 1948 por toda a imprensa.

Ademais do reconhecimento pelo Comitê Executivo da Conmebol, a competição recebeu outras citações no site da mesma. Em 2009 a Conmebol publicou um texto em seu site celebrando os 50 anos da aprovação da criação da Copa Libertadores pelo Congresso da entidade, afirmando que o torneio de 1948 foi o antecedente concreto da Copa Libertadores. Em fevereiro de 2013, a Conmebol publicou em seu site a história da criação da Copa Libertadores, contando a história do Torneio Sul-Americano de Campeões de 1948, contando que a primeira proposta de criação da Libertadores foi feita em setembro de 1958 por José Ramos de Freitas (então presidente da Conmebol), e ao falar da aprovação da criação da Copa Libertadores no Congresso da Conmebol de 1959, que "a ideia original do Chile agora contava com apoio de Brasil e Argentina". O site da Conmebol parabenizou o Vasco da Gama em 21/08/2014 pelos seus 116 anos dizendo: Vasco won the first tournament of clubs at a continental level in 1948, which would 12 years later become the Copa Libertadores which they won in 1998, coinciding with the centenary of their founding; Vasco tiene en su trayectoria histórica haber conquistado el primer torneo de clubes a nivel continental, en el año 1948, lo que sería 12 años después la Copa Libertadores de América, trofeo que ganó en 1998, coincidente con el Centenario de su fundación. O site da Conmebol também faz referência a Robinson Alvarez, presidente do Colo Colo responsável pela organização do Sul-Americano de 1948, afirmando ter ele organizado o primeiro campeonato sul-americano de clubes, o primeiro passo para a Libertadores. No site da entidade, a competição de 1948 é tratada como precursora da Copa Libertadores, iniciada em 1960, porém não constando da lista de competições oficiais da Conmebol, que inclui apenas as competições organizadas e oficiais pela mesma.
O site da FIFA também trata o Sul-Americano de 1948 como o precursor da Copa Libertadores: Who was the best club side in South America? It had long caused intense intrigue across the continent. The debate would finally be ended 65 years ago to this day. The Campeonato Sudamericano de Campeones – a precursor to the Copa Libertadores – unfolded in Santiago, Chile as a round-robin tournament featuring the supposed best team from seven different countries e "the Championship of Champions left an indelible mark on football; it served as inspiration for the European Cup, presently the UEFA Champions League, and the predecessor to the Copa Libertadores". Algumas fontes de imprensa equiparam o Campeonato Sul-Americano de Campeões à Copa Libertadores, considerando o Vasco da Gama bicampeão sul-americano em função de seus títulos de 1948 e 1998 (jornalistas Juca Kfouri e Mauro Beting, Revista Placar), ou ranqueiam o Campeonato Sul-Americano de Campeões com pontuação bastante próxima à da Copa Libertadores e acima da pontuação das demais competições da Conmebol (instituto IFFHS); ou seja, qualificando o Sul-Americano de 1948 juntamente à Copa Libertadores, com importância superior à de outras competições sul-americanas da Conmebol, como a já citada Copa Conmebol, a Copa Mercosul (também vencida pelo Vasco da Gama), a Copa Sul-Americana, etc.

### Inspiração para a Taça dos Clubes Campeões Europeus/Liga dos Campeões da UEFA
O documento da UEFA sobre a história da Copa dos Campeões da Europa afirma que Jacques Ferran e Gabriel Hanot, jornalistas franceses do L'Equipe, foram os idealizadores da competição continental europeia. Em entrevistas concedidas a reportagens do Globo Esporte de 10/05/2015 e do jornal chileno El Mercúrio em 13/03/2018, o citado Jacques Ferran afirmou que o Campeonato Sul-Americano de Campeões foi a inspiração para a criação da Copa dos Campeões da Europa: "como a Europa, que queria estar à frente do resto do mundo, não era capaz de realizar uma competição nos moldes do Campeonato Sul-Americano? Precisávamos seguir este exemplo." e "a Copa dos Campeões da Europa não teria existido sem o Sul-Americano de 1948, isso é certo." Assim, o Campeonato Sul-Americano de Campeões de 1948, disputado no modelo "torneio de campeões", inspirou a criação da Copa dos Campeões da UEFA em 1955, tendo a competição europeia (e por conseguinte o Sul-Americano de 1948) inspirado a criação da Copa Libertadores, cuja criação foi anunciada em 08 de outubro de 1958, originalmente chamada de Copa dos Campeões da América, com os 2 torneios (Copa dos Campeões da UEFA e Libertadores) tendo seguido o modelo "torneio de campeões" inaugurado na competição de 1948.

## Equipes participantes
| País      | Equipe              | Classificação                              |
| --------- | ------------------- | ------------------------------------------ |
| Argentina | River Plate         | Campeão do Campeonato Argentino de 1947    |
| Bolívia   | Litoral             | Campeão do Campeonato de La Paz de 1947    |
| Brasil    | Vasco da Gama       | Campeão do Campeonato Carioca de 1947      |
| Chile     | Colo-Colo           | Campeão do Campeonato Chileno de 1947      |
| Equador   | Emelec              | Campeão do Campeonato de Guayaquil de 1946 |
| Peru      | Deportivo Municipal | Vice-campeão do Campeonato Peruano de 1947 |
| Uruguai   | Nacional            | Campeão do Campeonato Uruguaio de 1947     |

A única recusa/desistência confirmada na competição foi a do campeão peruano Atlético Chalaco, que declinou o convite para participar porque muitos de seus jogadores estavam lesionados, dando a vaga ao vice-campeão peruano, o Municipal.
Chile, Argentina e Uruguai foram representados pelos seus então campeões nacionais (1947): Colo Colo, River Plate e Nacional.
O Brasil foi representado pelo Vasco da Gama, que era então Campeão Carioca (1947); isso, pois na época não existia o Campeonato Brasileiro, e o Campeonato Carioca era considerado o principal do país, uma vez que o Rio de Janeiro era, além da Capital Federal (então Distrito Federal), o então tricampeão do Campeonato Brasileiro de Seleções Estaduais(1943-44-46), sendo o Vasco campeão carioca e base da Seleção Brasileira; tal era a preponderância do Rio de Janeiro no futebol brasileiro da época, que o campeão carioca era por vezes tratado na imprensa estrangeira como sendo o campeão do Brasil. Na época, não existia tampouco o Torneio Rio–São Paulo, e a única competição interestadual existente, a Taça dos Campeões Estaduais Rio–São Paulo, era disputada em caráter apenas amistoso, sem qualquer reconhecimento oficial, tendo a edição de 1947 da referida taça sido disputada apenas em 1948, depois da confirmação da participação do Vasco no Sul-Americano de 1948, confirmada em dezembro de 1947.
A Bolívia foi representada pelo Litoral, campeão da capital La Paz. Não existia ainda o Campeonato Boliviano de Futebol.
O Equador foi representado pelo Emelec, campeão de Guayas (região onde está Guayaquil). Isso, pois não existia ainda o Campeonato Equatoriano de Futebol, havendo porém duas ligas regionais no Equador: Guayas (Guayaquil) e Pichincha (onde está Quito). Foi escolhido o Emelec (então campeão de Guayas) porque, no ano anterior (1947), este clube havia representado o Equador na Copa América, realizada naquele país: todos os jogos daquela Copa América (1947) foram realizados no estádio do Emelec, o Estádio George Capwell,  e a seleção equatoriana que disputou a Copa América de 1947 tinha oito jogadores do Emelec.
A competição não contou com representantes da Venezuela (que na época sequer era filiada na CONMEBOL, se filiaria apenas em 1952, e que não teria representantes nas primeiras edições da Copa Libertadores), da Colômbia (que depois de 1919 organizaria novamente uma competição de clubes apenas em Agosto de 1948, portanto depois do Campeonato Sul-Americano de Campeões, que foi em fevereiro de 1948)[carece de fontes?] e do Paraguai (não há explicação definitiva sobre a razão da ausência de um representante do Paraguai: cogitou-se que a razão seria a Guerra Civil Paraguaia de 1947, que interrompeu e atrasou o Campeonato Paraguaio daquele ano, porém o campeão paraguaio de 1947, o Olimpia, viajou para o Chile em janeiro de 1948, mas para disputar um quadrangular internacional amistoso, não para disputar o Campeonato Sul-Americano de Campeões).

## Classificação final

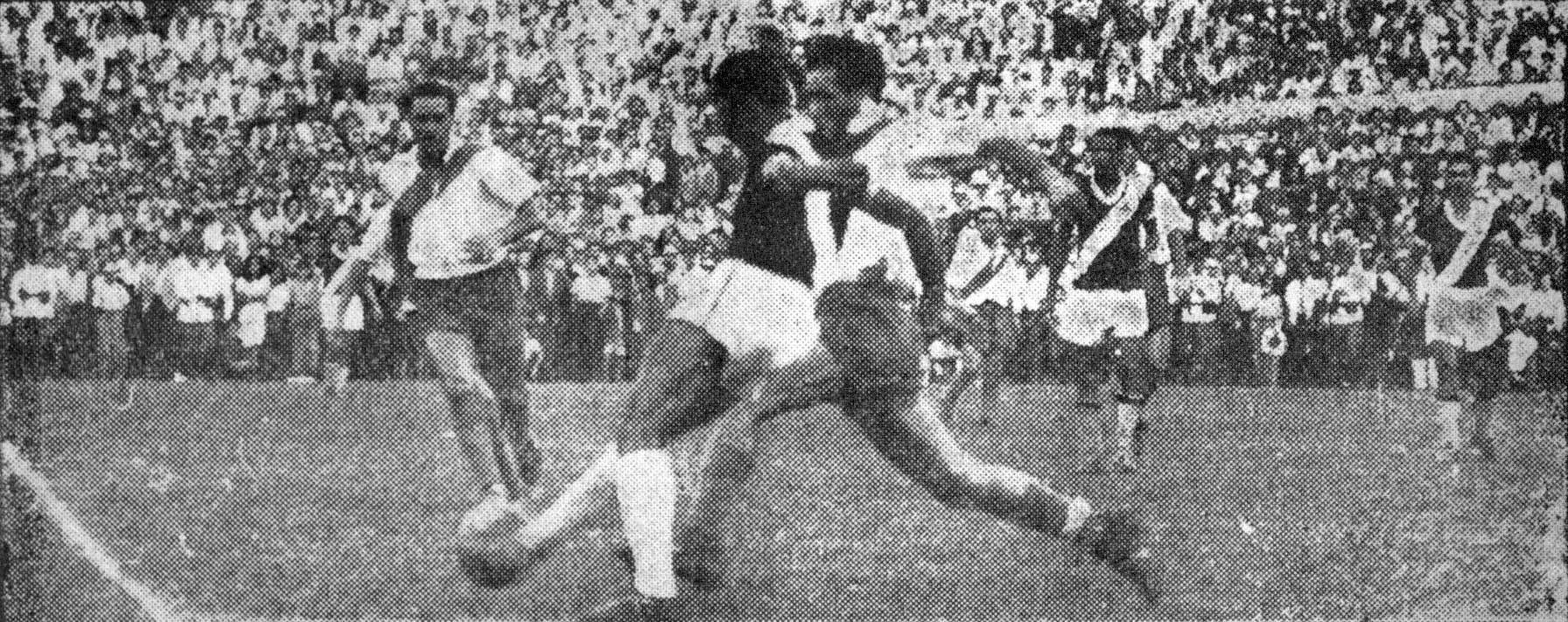
Partida entre Vasco da Gama e River Plate.

| Pos. | Equipe              | Pts | J | V | E | D | GP | GC | SG  |
| ---- | ------------------- | --- | - | - | - | - | -- | -- | --- |
| 1    | Vasco da Gama       | 10  | 6 | 4 | 2 | 0 | 12 | 3  | +9  |
| 2    | River Plate         | 9   | 6 | 4 | 1 | 1 | 12 | 4  | +8  |
| 3    | Nacional            | 8   | 6 | 4 | 0 | 2 | 16 | 11 | +5  |
| 4    | Deportivo Municipal | 6   | 6 | 3 | 0 | 3 | 12 | 11 | +1  |
| 5    | Colo-Colo           | 6   | 6 | 2 | 2 | 2 | 11 | 11 | 0   |
| 6    | Litoral             | 2   | 6 | 1 | 0 | 5 | 9  | 18 | –9  |
| 7    | Emelec              | 1   | 6 | 0 | 1 | 5 | 4  | 18 | –14 |

## Partidas
Todos os jogos no Estadio Nacional de Chile, Santiago, tendo a competição sido realizada no sistema de "todos contra todos" em turno único. 
| 11 de fevereiro | Colo-Colo               | 2 – 2     | Emelec                  | Nacional, Santiago                           |
| 21:35 (UTC−4)   | Aranda 46' · Varela 57' | Relatório | Jiménez 14' · Yepes 17' | Público: 70 000 Árbitro: URU Nobel Valentini |

| 14 de fevereiro | Vasco da Gama | 2 – 1     | Litoral      | Nacional, Santiago                     |
|                 | Lelé 9', 67'  | Relatório | Sandoval 70' | Público: 50 000 Árbitro: CHI C. Leeson |

| 14 de fevereiro | Nacional                          | 3 – 2     | Deportivo Municipal     | Nacional, Santiago                         |
|                 | W. Gómez 11', 27' · J. García 51' | Relatório | Cabada 29' · Guzmán 66' | Público: 50 000 Árbitro: ARG Eduardo Forte |

| 18 de fevereiro | River Plate                                 | 4 – 0     | Emelec | Nacional, Santiago                           |
|                 | Martínez 10', 47' (pen.) · Loustau 25', 40' | Relatório |        | Público: 70 000 Árbitro: URU Nobel Valentini |

| 18 de fevereiro | Vasco da Gama                                     | 4 – 1     | Nacional     | Nacional, Santiago                     |
|                 | Ademir 12' · Maneca 66' · Danilo 68' · Friaça 89' | Relatório | W. Gómez 25' | Público: 70 000 Árbitro: CHI H. Madrid |

| 21 de fevereiro | River Plate               | 2 – 0     | Deportivo Municipal | Nacional, Santiago                           |
|                 | Loustau 61' · Labruna 71' | Relatório |                     | Público: 49 000 Árbitro: URU Nobel Valentini |

| 21 de fevereiro | Colo-Colo                              | 4 – 2     | Litoral            | Nacional, Santiago                      |
|                 | López 13', 37' (pen.), 52' · Saenz 82' | Relatório | Caparelli 38', 67' | Público: 49 000 Árbitro: BRA A. da Gama |

| 25 de fevereiro | Nacional                         | 3 – 1     | Litoral       | Nacional, Santiago                         |
|                 | A. García 40', 55' · Orlandi 66' | Relatório | Rodríguez 60' | Público: 17 223 Árbitro: ARG Eduardo Forte |

| 25 de fevereiro | Vasco da Gama                           | 4 – 0     | Deportivo Municipal | Nacional, Santiago                    |
|                 | Lelé 12' · Friaça 58', 70' · Ismael 61' | Relatório |                     | Público: 17 223 Árbitro: CHI J. White |

| 28 de fevereiro | Vasco da Gama | 1 – 0     | Emelec | Nacional, Santiago     |
|                 | Ismael 47'    | Relatório |        | Árbitro: CHI H. Madrid |

| 28 de fevereiro | Deportivo Municipal            | 3 – 1     | Colo-Colo  | Nacional, Santiago      |
|                 | Mosquera 57', 60' · Torres 85' | Relatório | Varela 46' | Árbitro: BRA A. da Gama |

| 4 de março | Litoral                        | 3 – 1     | Emelec      | Nacional, Santiago    |
|            | Caparelli 23', 48', 87' (pen.) | Relatório | Mendoza 70' | Árbitro: CHI J. White |

| 4 de março | Nacional                                 | 3 – 0     | River Plate | Nacional, Santiago      |
|            | A. García 48' · Castro 57' · Orlandi 59' | Relatório |             | Árbitro: BOL C. Paredes |

| 7 de março | Deportivo Municipal                         | 4 – 0     | Emelec | Nacional, Santiago    |
|            | Mosquera 12', 51' · Drago 35' · Perales 48' | Relatório |        | Árbitro: CHI J. White |

| 7 de março | Colo-Colo  | 1 – 1     | Vasco da Gama | Nacional, Santiago      |
|            | Farías 46' | Relatório | Friaça 67'    | Árbitro: BOL C. Paredes |

| 10 de março | River Plate                                         | 5 – 1     | Litoral              | Nacional, Santiago    |
|             | Di Stéfano 11', 47', 63' · Moreno 29' · Loustau 81' | Relatório | Caparelli 82' (pen.) | Árbitro: CHI J. White |

| 10 de março | Colo-Colo                                   | 3 – 2     | Nacional                    | Nacional, Santiago      |
|             | Lorca 15' · López 70' (pen.) · Peñaloza 74' | Relatório | A. García 4' · W. Gómez 47' | Árbitro: BRA A. da Gama |

| 14 de março | Nacional                                                 | 4 – 1     | Emelec               | Nacional, Santiago                         |
|             | Gambetta 5' · A. García 29' · Orlandi 37' · Gambetta 56' | Relatório | Fernández 87' (pen.) | Público: 30 000 Árbitro: CHI S. Bustamante |

Partida decisiva
| 14 de março | Vasco da Gama | 0 – 0     | River Plate | Nacional, Santiago                           |
|             |               | Relatório |             | Público: 30 000 Árbitro: URU Nobel Valentini |

| Vasco da Gama | River Plate |

| GL             | 1  | Barbosa          |  |                 |
| ZG             | 5  | Augusto          |  |                 |
| ZG             | 6  | Wilson           |  |                 |
| ZG             | 3  | Ely              |  |                 |
| VOL            | 2  | Danilo           |  |                 |
| MC             | 11 | Jorge            |  |                 |
| MC             | 4  | Djalma           |  |                 |
| MC             | 16 | Maneca           |  |                 |
| ATA            | 7  | Friaça           |  |                 |
| ATA            | 18 | Ismael           |  |                 |
| ATA            | 10 | Chico            |  |                 |
| Substituições: |    |                  |  |                 |
| ZG             | 24 | Ramón Rafagnelli |  | Entrou em campo |
| Técnico:       |    |                  |  |                 |
| Flávio Costa   |    |                  |  |                 |

| GL                 | 1  | Héctor Grisetti   |  |                 |
| ZG                 | 23 | Ricardo Vaghi     |  |                 |
| ZG                 | 6  | Eduardo Rodríguez |  |                 |
| ZG                 | 3  | Norberto Yácono   |  |                 |
| VOL                | 7  | Néstor Rossi      |  |                 |
| VOL                | 2  | José Ramos        |  |                 |
| MC                 | 17 | Héctor Reyes      |  |                 |
| MC                 | 4  | José M. Moreno    |  |                 |
| ATA                | 16 | Di Stéfano        |  |                 |
| ATA                | 15 | Ángel Labruna     |  |                 |
| ATA                | 10 | Félix Loustau     |  |                 |
| Substituições:     |    |                   |  |                 |
| ZG                 | 5  | Héctor Ferrari    |  | Entrou em campo |
| ATA                | 14 | Juan C. Muñoz     |  | Entrou em campo |
| VOL                | 8  | Osvaldo Méndez    |  | Entrou em campo |
| Técnico:           |    |                   |  |                 |
| José María Minella |    |                   |  |                 |

| 18 de março | Deportivo Municipal         | 3 – 1     | Litoral       | Nacional, Santiago    |
|             | López 15', 80' · Torres 37' | Relatório | Caparelli 48' | Árbitro: CHI J. White |

| 18 de março | River Plate    | 1 – 0     | Colo-Colo | Nacional, Santiago        |
|             | Di Stéfano 61' | Relatório |           | Árbitro: URU L. Fernández |

## Artilheiros
| Pos. | Jogador            | Equipe              | Gols |
| ---- | ------------------ | ------------------- | ---- |
| 1    | Roberto Caparelli  | Litoral             | 7    |
| 2    | Atilio García      | Nacional            | 5    |
| 3    | Alfredo Di Stéfano | River Plate         | 4    |
| 3    | Pedro López        | Colo-Colo           | 4    |
| 3    | Máximo Mosquera    | Deportivo Municipal | 4    |
| 3    | Friaça             | Vasco da Gama       | 4    |
| 3    | Walter Gómez       | Nacional            | 4    |
| 3    | Félix Loustau      | River Plate         | 4    |
| 9    | Lelé               | Vasco da Gama       | 3    |

## Premiação
| Campeonato Sul-Americano de Campeões |
| ------------------------------------ |
| Vasco da Gama - CAMPEÃO - (Invicto)  |

## Campanha do Campeão
O Vasco estreou vencendo o Litoral por 2 a 1. Friaça cruzou e Lelê abriu o marcador. 1 a 0. Novamente Friaça a Lelê. 2 a 0. Sandoval pega o rebote e diminui. 2 a 1.  Vasco 4 a 1 Nacional. Friaça para Ademir. 1 a 0. Castro cruza e Walter empata. 1 a 1. Ismael para Maneca. 2 a 1. Chico para Danilo. 3 a 1. Ismael para Friaça. 4 a 1. Vasco 4 a 0 Deportivo Municipal. Friaça para Lelê. 1 a 0. Ismael para Friaça. 2 a 0. Djalma para Ismael. 3 a 0. Ismael para Friaça. 4 a 0. 
Vasco 1 a 0 Emelec. Friaça para Ismael. Vasco 1 a 1 Colo-Colo. Jorge cabeceou mal para trás e Faria abriu a contagem. 1 a 0. Djalma para Friaça. 1 a 1. Na última partida, o Vasco empatou em 0 a 0 com o River e garantiu o título. 

### Artilheiros
4 gols
- Friaça

3 gols
- Lelé

2 gols
- Ismael Caetano

1 gol
- Ademir de Menezes
- Maneca
- Danilo Alvim

### Assistências
5 Assistências
- Friaça

4 Assistências
- Ismael Caetano

2 Assistências
- Djalma

1 Assistência
- Chico